# Čukurovac
Čukurovac (izvirno srbsko Чукуровац) je naselje v Srbiji, ki upravno spada pod Občino Aleksinac; slednja pa je del Niškega upravnega okraja.

## Demografija
V naselju živi 109 polnoletnih prebivalcev, pri čemer je njihova povprečna starost 51,0 let (52,0 pri moških in 50,2 pri ženskah). Naselje ima 47 gospodinjstev, pri čemer je povprečno število članov na gospodinjstvo 2,60.
|  |

| Demografija | Demografija     | Demografija     |
| Leto        | Št. prebivalcev | Št. prebivalcev |
| ----------- | --------------- | --------------- |
|             |                 |                 |
|             |                 |                 |
|             |                 |                 |
|             |                 |                 |
| 1948        | 488             |                 |
| 1953        | 327             |                 |
| 1961        | 288             |                 |
| 1971        | 229             |                 |
| 1981        | 201             |                 |
| 1991        | 168             | 160             |
| 2002        | 131             | 122             |
|             |                 |                 |

| Etnična sestava po popisu iz leta 2002 | Etnična sestava po popisu iz leta 2002 | Etnična sestava po popisu iz leta 2002 | Etnična sestava po popisu iz leta 2002 | Etnična sestava po popisu iz leta 2002 |
| -------------------------------------- | -------------------------------------- | -------------------------------------- | -------------------------------------- | -------------------------------------- |
| Srbi                                   | Srbi                                   |                                        | 114                                    | 93,44%                                 |
| Romi                                   | Romi                                   |                                        | 8                                      | 6,55%                                  |
| Neznano                                | Neznano                                |                                        | 0                                      | 0,0%                                   |